# Дилинко, Габор
Габор Дилинко (венг. Dilinkó Gábor; 1929, Уйпешт — 2014, Будапешт) — венгерский художник цыганского происхождения, активный участник антикоммунистического Венгерского восстания 1956 года. После подавления восстания отбывал тюремное заключение. Занимался живописью, получил широкое признание. Известен также как общественный деятель.

## Происхождение, работа, взгляды
Родился в многодетной семье уйпештского грузчика-цыгана. После развода родителей несколько лет жил в приёмных семьях венгерских крестьян. Окончил четыре класса начальной школы.
В 1945 году вернулся к матери. Вместе с дядей-ремесленником изучал кузнечное дело, занимался изготовлением лака. Служил в венгерской армии, демобилизовался в 1948 году. Работал на кожевенной фабрике в Будапеште. Занимался также кустарным производством бижутерии, в своей среде был известен под прозвищем Bizsu. В 1956 году состоял в гражданском браке с цыганской девушкой Илоной Сабо. Коммунистические источники впоследствии утверждали, что Дилинко имел несколько судимостей по уголовным статьям.
Габор Дилинко был венгерским национал-патриотом и противником правящего режима ВПТ. В 1952 году он дружил с участниками военного заговора против Матьяша Ракоши.

## В боях за «Пассаж Корвина»
В октябре 1956 года Габор Дилинко и Илона Сабо — подобно многим венгерским рома, особенно из бедных семей — поддержали антикоммунистическое Венгерское восстание. Участвовали в обороне «Пассажа Корвина» под командованием Ласло Иван Ковача и Гергея Понгратца.

Меня абсолютно не интересовала идеология. Но я знал: русские (ruszkik) должны уйти домой. Мы сражались против иностранных войск.

Габор Дилинко

28 октября погибла в бою Илона Сабо. 4 ноября Габор Дилинко был тяжело ранен и взят в плен правительственными войсками. Суд приговорил его к 12 годам заключения. Затем срок заключения был сокращен до 7 лет, и в 1963 году Габор Дилинко был освобождён. После этого он несколько лет не мог найти постоянной работы. Только в 1975 году сумел устроиться дворником и истопником.

## Признание в живописи
С детства Габор Дилинко много занимался рисованием. В 1982 году впервые принял участие в выставке живописи, организованной будапештским Культурным центром имени Аттилы Йожефа. В 1985—1986 картины Дилинко выставлялись в ПНР и ГДР; в 1987 и 1989 — на благотворительных мероприятиях в Будапеште.
Основные сюжеты живописи Габора Дилинко — картины цыганской жизни и библейские сюжеты. Работы Габора Дилинко высоко ценятся и в современной Венгрии.

## Общественная деятельность
После смены общественно-политического строя Венгрии заслуги Габора Дилинко были официально признаны. В 1991 году он был награждён крестом Ордена Заслуг и удостоен почётного воинского звания. Состоял в руководстве общественной организации ветеранов боёв за «Пассаж Корвина».
В своих выступлениях и интервью Габор Дилинко много рассказывал о боях за «Пассаж Корвина». При этом он с большим уважением отзывался о Ласло Иван Коваче и враче повстанцев Йожефе Федоре, но негативно оценивал Гергея Понгратца (возможно, отчасти это связано с ролью Понгратца в создании ультраправой и антицыганской партии Йоббик). Дилинко высказывал разочарование многими участниками восстания, которые «перестали быть одной семьёй» — как это было в 1956 году и впоследствии в тюрьмах. Каждый год Габор Дилинко участвовал в акциях памяти Илоны Сабо.
Скончался Габор Дилинко в возрасте 84 лет.